# Martos

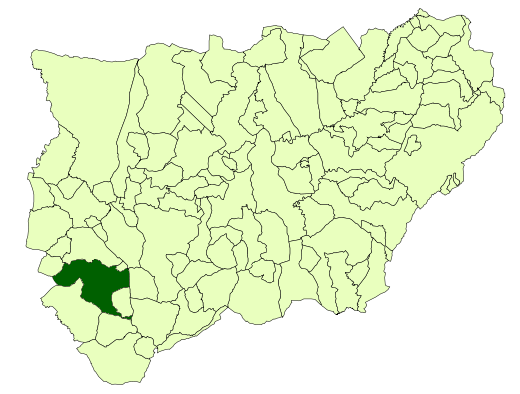
Localização de Martos

Martos é uma cidade sede de município da província de Jaén (Andaluzia, Espanha). 

## Limites geográficos
Os limites geográficos de Martos são: ao norte con os municípios de Torredonjimeno e Jamilena ; a este confina com os municípios de Los Villares e Fuensanta de Martos; a sul com os de Alcaudete e Castillo de Locubín e a oeste com os de Santiago de Calatrava e Almedinilla (este último na província de Córdova).

## História
As origens de Martos remontam à Pré-História, com importantes achados desde o neolítico. Desde a época ibérica Martos configura-se como uma complexa cidade conhecida com o nome de Tucci. O seu esplendor terá d sido incrementado durante o período romano, recebendo então o nome de "Colonia Augusta Gemella Tuccitana" juntamente com povoação vizinha de Torredonjimeno. Durante o Baixo Império Romano, Martos terá sido sé episcopal e terá sido durante a época visigoda.
A passagem de diferentes civilizações deixou os seus testemunhos em Martos. Da época romana, da Tucci (como era conhecida Martos( conserva-se um sarcógrafo paleocristão, que data dos anos 330 a 340 e hoje encontra-se conservado no Museu Arqueológico Provincial de Jaén. Também são importantes construções ou restos desta época.
Durante a Idade Média a cidade adquire um especial carácter defensivo com a passagem dos muçulmanos, que deixaram ruínas do que foi um importante castelo situado no alto do principal emblema de Martos: a sua penha, que circunda por toda a povoação, assim como s muralhas e torreões que defendiam a cidade. Fernando III "O Santo" conquistou a cidade em 1219 e esta será doada ao senhorio da Ordem de Calatrava em 1228. Deste modo, Martod irá converter-se na cidade mais importante que a referida ordem possuía no Alto Guadalquivir. Ao limitar com o Reino de Granada, verá reforçadas as suas defesas.
Nos finais dos século XIX e princípios do século XX, a cidade sofre um desenvolvimento urbano e arquitectónico, que se manifesta numa série de edifícios que refle(c)tem as linguagens do Historicismo, Regionalismo e Modernismo, proporcionando um catálogo de edifícios singulares que nos falam da riqueza económica e artística que desfrutou a cidade graças à expansão dos olivais e do azeite e assim Martos converteu-se numa das cidades mais prósperas da Andaluzia Oriental, com uma importante tradição agrícola, especializada nos cereais e na oliveira (mais tarde será esta última a predominar no município), assim como a construção de imponentes mansões senhoriais na sua várzea.

## Economia
O município é um grande centro produtor de azeite (é o maior produtor do mundo de azeite) e de cultivo de cereais e legumes. Existem ainda fábricas de cerâmica, de plásticos, etc.

## Património histórico e lugares de interesse
- Edifício da Câmara Municipal (antigo cárcere e cabido)
- Pilar de Fonte Nova
- Santuário da Virgem da Vila
- Igreja Real de Santa Marta
- Igreja de San Amador
- Convento das Trinitárias
- Hospital e Igreja de San Juan de Dios
- Portada de São Francisco
- Ermida de San Bartolomé
- Ermida de São Miguel
- Ermida de Santa Lucía
- Ponte romana
- Círculo Nueva Amistad

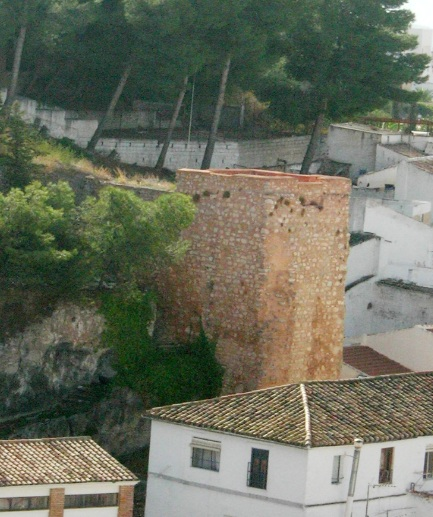
Torre albarrã

Há também a destacar o recinto amuralhado que rodeava a vila, de que ainda se conservam alguns fragmentos. Alguns destes fragmentos tais como a "torre almedina", a "torre de menagem" a "torre albarrã" ou o imponente "Castilo de la Villa", situado do cimo do rochedo que dá o nome, a cerca de 1000 metros de altitude e a 250 metros da cidade. Do castelo restam algumas ruínas, mantendo-se a torre principal em estado razoável.

## Festas
As principais festas são:
- Carnaval
- São João de Deus (8 de Março): novena e procissão desde Santa Marta
- Semana Santa (Declarada de Interesse Turístico Nacional)
- Terça-feira de Páscoa: Festa da Virgem da Vila.
- San Amador (5 de Maio): Festa do patrono da localidade
- Corpo de Cristo (Junho).
- Festas de São João (24 de Junho).
- Santa Marta (29 de Julho):
- Feira e Festas de São Bartolomeu em Agosto (Feira grande).
- Romaría da Virgem da Vitória (último fim-de-semana de Maio)
- Festa da Azeitona (8 de Dezembro)

1. ↑  «Cifras oficiales de población resultantes de la revisión del Padrón municipal a 1 de enero» (ZIP). www.ine.es (em espanhol). Instituto Nacional de Estatística de Espanha. Consultado em 19 de abril de 2022